# Mersey Tigers
El Mersey Tigers, conocido anteriormente como Everton Tigers, es un equipo de baloncesto británico con sede en la ciudad de Liverpool, que compite en la BBL, la máxima competición del Reino Unido. Disputa sus partidos en el Knowsley Leisure & Culture Park, con capacidad para 750 espectadores.

## Posiciones en liga
- 2008 - (7)
- 2009 - (2)
- 2010 - (5)
- 2011 - (1)
- 2012 - (10)
- 2013 - (12)

## Palmarés

### Liga
- Ganadores BBL: 2010/11
- Subcampeones BBL: 2008/09

### Playoffs
- Ganadores BBL Play Off: 2009/10, 2010/11
- Subcampeones BBL Play Off: 2008/09

### Cup
- Ganadores BBL Cup: 2008/09
- Subcampeones BBL Cup: 2010/11

### Trophy
- Ganadores BBL Trophy: 2010/11

## Registro por temporadas
| Temporada      | Div. | Pos. | Pld. | G  | L  | Pts. | Play Offs     | Trofeo     | Copa          |
| -------------- | ---- | ---- | ---- | -- | -- | ---- | ------------- | ---------- | ------------- |
| Everton Tigers |      |      |      |    |    |      |               |            |               |
| 2007–2008      | BBL  | 7th  | 33   | 16 | 17 | 32   | Quarter Final | 1st Round  | 1st Round     |
| 2008–2009      | BBL  | 2nd  | 33   | 24 | 9  | 48   | Subcampeones  | Semi Final | Ganadores     |
| 2009–2010      | BBL  | 5th  | 36   | 21 | 15 | 42   | Ganadores     | Semi Final | Quarter Final |
| Mersey Tigers  |      |      |      |    |    |      |               |            |               |
| 2010–2011      | BBL  | 1st  | 33   | 25 | 8  | 50   | Ganadores     | Ganadores  | Subcampeones  |
| 2011–2012      | BBL  | 10th | 30   | 10 | 20 | 20   | NSC           | 1st Round  | Quarter Final |
| 2012–2013      | BBL  | 12th | 33   | 0  | 33 | 0    | NSC           | 1st Round  | 1st Round     |

Nota:
- NSC denota No Se Clasificó.

### Plantilla actual
Actualizado 31 de agosto de 2012
| 21 | Bandera del Reino Unido                                 | James Griffiths    | Escolta |
| 10 | Bandera de Estados Unidos · Bandera de los Países Bajos | Matt Otten         | Escolta |
| 22 | Bandera del Reino Unido                                 | Devan Bailey       | Base    |
| 15 | Bandera del Reino Unido                                 | Marlon Capers      | Alero   |
| 7  | Bandera de Canadá · Bandera del Reino Unido             | Kris Douse         | Alero   |
| 6  | Bandera del Reino Unido                                 | Myles Hesson       | Alero   |
| 4  | Bandera del Reino Unido                                 | Morakinyo Willians | Pívot   |
|    |                                                         |                    |         |

### Jugadores Célebres
- David Aliu
- Olu Babalola
- Devan Bailey
- Marcus Bailey
- Calvin Davis
- Tony Dorsey
- Rudy Etilopy
- Chuck Evans
- Josh Gross
- Craig Hopkins
- Chris Haslam
- Delme Herriman
- James Jones
- Dzaflo Larkai
- Perry Lawson
- Richard Midgley
- Matthew Otten
- Nate Reinking
- John Simpson
- Andre Smith
- Drew Sullivan
- Andrew Thomson
- Tafari Toney